# Busautour pâle
Butastur liventer
Espèce
Statut de conservation UICN

 LC  : Préoccupation mineure
Statut CITES
Le Busautour pâle (Butastur liventer) est une espèce d'oiseau appartenant à la famille des Accipitridae.